# Discografia de The Statler Brothers
A discografia de The Statler Brothers, grupo norte-americano de country, consiste em trinta e oito álbuns de estúdio, dois álbuns ao vivo, cinco coletâneas e sessenta e nove singles oficiais.

## Álbuns
| Ano  | Álbum                                        | Posições nas paradas | Posições nas paradas | Certificação da RIAA | Gravadora  |
| Ano  | Álbum                                        | Country dos EUA      | EUA                  | Certificação da RIAA | Gravadora  |
| ---- | -------------------------------------------- | -------------------- | -------------------- | -------------------- | ---------- |
| 1966 | Flowers on the Wall                          | 10                   | 125                  |                      | Columbia   |
| 1967 | Big Country Hits                             | 16                   |                      |                      | Columbia   |
| 1969 | Oh Happy Day                                 |                      |                      |                      | Columbia   |
| 1970 | Bed of Rose's                                | 5                    | 126                  |                      | Mercury    |
| 1971 | Pictures of Moments to Remember              | 16                   | 181                  |                      | Mercury    |
| 1972 | Interview                                    | 12                   |                      |                      | Mercury    |
| 1972 | Country Music Then and Now                   | 7                    |                      |                      | Mercury    |
| 1972 | Country Symphonies in E Major                | 11                   |                      |                      | Mercury    |
| 1973 | Carry Me Back                                | 11                   |                      |                      | Mercury    |
| 1974 | Thank You World                              | 36                   |                      |                      | Mercury    |
| 1974 | Alive at the Johnny Mack Brown High School   |                      |                      |                      | Mercury    |
| 1974 | Sons of the Motherland                       | 29                   |                      |                      | Mercury    |
| 1975 | The Best of the Statler Brothers             | 2                    | 121                  | Multi-Platina triplo | Mercury    |
| 1975 | Holy Bible Old Testament                     | 26                   |                      | Ouro                 | Mercury    |
| 1975 | Holy Bible New Testament                     | 22                   |                      | Ouro                 | Mercury    |
| 1976 | Harold, Lew, Phil and Don                    | 21                   |                      |                      | Mercury    |
| 1977 | Country America Loves                        | 10                   |                      |                      | Mercury    |
| 1977 | Short Stories                                | 21                   |                      |                      | Mercury    |
| 1978 | Entertainers on and Off the Road             | 5                    | 155                  | Ouro                 | Mercury    |
| 1978 | Christmas Card                               | 17                   | 183                  | Platina              | Mercury    |
| 1978 | Holy Bible: The Old and New Testaments       | 44                   |                      |                      | Mercury    |
| 1979 | The Originals                                | 8                    | 183                  | Ouro                 | Mercury    |
| 1979 | The Best of the Statler Brothers Rides Again | 4                    |                      | Ouro                 | Mercury    |
| 1980 | 10th Anniversary                             | 13                   | 169                  | Ouro                 | Mercury    |
| 1981 | Years Ago                                    | 9                    | 103                  |                      | Mercury    |
| 1982 | The Legend Goes On                           | 17                   |                      |                      | Mercury    |
| 1983 | Today                                        | 10                   | 193                  | Ouro                 | Mercury    |
| 1984 | Atlanta Blue                                 | 8                    | 177                  | Ouro                 | Mercury    |
| 1985 | Pardners in Rhyme                            | 1                    |                      | Ouro                 | Mercury    |
| 1985 | Christmas Present                            | 42                   |                      |                      | Mercury    |
| 1986 | Radio Gospel Favorites                       | 31                   |                      | Ouro                 | Mercury    |
| 1986 | Four for the Show                            | 7                    | 183                  |                      | Mercury    |
| 1987 | Maple Street Memories                        | 9                    |                      |                      | Mercury    |
| 1988 | Greatest Hits                                | 21                   |                      |                      | Mercury    |
| 1989 | Live and Sold Out                            | 40                   |                      |                      | Mercury    |
| 1990 | Music, Memories, and You                     | 31                   |                      |                      | Mercury    |
| 1991 | All American Country                         | 67                   |                      |                      | Mercury    |
| 1992 | Words and Music                              |                      |                      |                      | Mercury    |
| 1992 | Gospel Favorites                             |                      |                      |                      | Mercury    |
| 1993 | Home                                         |                      |                      |                      | Mercury    |
| 1994 | 30th Anniversary Celebration                 |                      |                      |                      | Mercury    |
| 1995 | Sing the Classics                            |                      |                      |                      | Heartland  |
| 2001 | Showtime                                     |                      |                      |                      | Crossroads |
| 2002 | Amen                                         |                      |                      |                      | Crossroads |
| 2003 | Farewell Concert                             |                      |                      |                      | Compendia  |

## Singles
| Ano  | Single                                            | Posições nas paradas | Posições nas paradas | Posições nas paradas | álbum                              |
| Ano  | Single                                            | Country dos EUA      | EUA                  | Country do Canadá    | álbum                              |
| ---- | ------------------------------------------------- | -------------------- | -------------------- | -------------------- | ---------------------------------- |
| 1965 | "Flowers on the Wall"                             | 2                    | 4                    | —                    | Flowers on the Wall                |
| 1966 | "The Right One"                                   | 30                   | —                    | —                    | Do You Love Me Tonight             |
| 1966 | "That'll Be the Day"                              | 37                   | —                    | —                    | Do You Love Me Tonight             |
| 1967 | "Ruthless"                                        | 10                   | —                    | —                    | Big Country Hits                   |
| 1967 | "You Can't Have Your Kate and Edith, Too"         | 10                   | —                    | —                    | Big Country Hits                   |
| 1968 | "Jump for Joy"                                    | 60                   | —                    | —                    | Single only                        |
| 1968 | "Sissy"                                           | 75                   | —                    | —                    | Single only                        |
| 1969 | "I'm the Boy"                                     | 60                   | —                    | —                    | Do You Love Me Tonight             |
| 1970 | "Bed of Rose's"                                   | 9                    | 58                   | 3                    | Bed of Rose's                      |
| 1971 | "New York City"                                   | 19                   | —                    | 34                   | Bed of Rose's                      |
| 1971 | "Pictures"                                        | 13                   | —                    | 27                   | Pictures of Moments to Remember    |
| 1972 | "You Can't Go Home"                               | 23                   | —                    | 36                   | Pictures of Moments to Remember    |
| 1972 | "Do You Remember These"                           | 2                    | —                    | —                    | Interview                          |
| 1972 | "The Class of '57"                                | 6                    | —                    | 3                    | Country Music Then and Now         |
| 1973 | "Monday Morning Secretary"                        | 20                   | —                    | 10                   | Country Symphonies in E Major      |
| 1973 | "Woman Without a Home"                            | 29                   | —                    | 22                   | Country Symphonies in E Major      |
| 1973 | "Carry Me Back"                                   | 26                   | —                    | 9                    | Carry Me Back                      |
| 1974 | "Whatever Happened to Randolph Scott"             | 22                   | —                    | 32                   | Carry Me Back                      |
| 1974 | "Thank You World"                                 | 31                   | —                    | 45                   | Thank You World                    |
| 1974 | "Susan When She Tried"                            | 15                   | —                    | 18                   | Sons of the Motherland             |
| 1975 | "All American Girl"                               | 31                   | —                    | 36                   | Sons of the Motherland             |
| 1975 | "I'll Go to My Grave Loving You"                  | 3                    | 93                   | 1                    | The Best                           |
| 1976 | "How Great Thou Art"                              | 39                   | —                    | 29                   | Holy Bible New Testament           |
| 1976 | "Your Picture in the Paper"                       | 13                   | —                    | —                    | Harold, Lew, Phil and Don          |
| 1976 | "Thank God I've Got You"                          | 10                   | —                    | —                    | Country America Loves              |
| 1977 | "The Movies"                                      | 10                   | —                    | 15                   | Country America Loves              |
| 1977 | "I Was There"                                     | 8                    | —                    | 8                    | Country America Loves              |
| 1977 | "Silver Medals and Sweet Memories"                | 18                   | —                    | 10                   | Short Stories                      |
| 1978 | "Some I Wrote"                                    | 17                   | —                    | 45                   | Short Stories                      |
| 1978 | "Do You Know You Are My Sunshine"                 | 1                    | —                    | 5                    | Entertainers on and Off the Record |
| 1978 | "Who Am I to Say"                                 | 3                    | —                    | 60                   | Entertainers on and Off the Record |
| 1978 | "The Official Historian on Shirley Jean Berrell"  | 5                    | —                    | 7                    | Entertainers on and Off the Record |
| 1979 | "How to Be a Country Star"                        | 7                    | —                    | 18                   | Originals                          |
| 1979 | "Here We Are Again"                               | 11                   | —                    | 28                   | Originals                          |
| 1979 | "Nothing as Original as You"                      | 10                   | —                    | 33                   | Originals                          |
| 1980 | "(I'll Even Love You) Better Than I Did Then"     | 8                    | —                    | 8                    | The Best 2                         |
| 1980 | "Charlotte's Web"                                 | 5                    | —                    | 27                   | 10th Anniversary                   |
| 1980 | "Don't Forget Yourself"                           | 13                   | —                    | —                    | 10th Anniversary                   |
| 1981 | "In the Garden"                                   | 35                   | —                    | —                    | Years Ago                          |
| 1981 | "Don't Wait on Me"                                | 5                    | —                    | 36                   | Years Ago                          |
| 1981 | "Years Ago"                                       | 12                   | —                    | —                    | Years Ago                          |
| 1982 | "You'll Be Back (Every Night in My Dreams)"       | 3                    | —                    | —                    | Years Ago                          |
| 1982 | "Whatever"                                        | 7                    | —                    | 13                   | The Legend Goes On                 |
| 1982 | "A Child of the Fifties"                          | 17                   | —                    | —                    | The Legend Goes On                 |
| 1983 | "(Oh Baby Mine) I Get So Lonely"                  | 2                    | —                    | 26                   | Today                              |
| 1983 | "Guilty"                                          | 9                    | —                    | 16                   | Today                              |
| 1984 | "Elizabeth"                                       | 1                    | —                    | 12                   | Today                              |
| 1984 | "Atlanta Blue"                                    | 3                    | —                    | 2                    | Atlanta Blue                       |
| 1984 | "One Takes the Blame"                             | 8                    | —                    | 20                   | Atlanta Blue                       |
| 1985 | "My Only Love"                                    | 1                    | —                    | 3                    | Atlanta Blue                       |
| 1985 | "Hello Mary Lou"                                  | 3                    | —                    | 3                    | Pardners in Rhyme                  |
| 1985 | "Too Much on My Heart"                            | 1                    | —                    | 1                    | Pardners in Rhyme                  |
| 1986 | "Sweeter and Sweeter"                             | 8                    | —                    | 34                   | Pardners in Rhyme                  |
| 1986 | "Count on Me"                                     | 5                    | —                    | 4                    | Four for the Show                  |
| 1986 | "Only You (And You Alone)"                        | 36                   | —                    | —                    | Four for the Show                  |
| 1987 | "Forever"                                         | 7                    | —                    | 11                   | Four for the Show                  |
| 1987 | "I'll Be the One"                                 | 10                   | —                    | 24                   | Maple Street Memories              |
| 1987 | "Maple Street Mem'ries"                           | 42                   | —                    | —                    | Maple Street Memories              |
| 1988 | "The Best I Know How"                             | 15                   | —                    | 33                   | Maple Street Memories              |
| 1988 | "Am I Crazy?"                                     | 27                   | —                    | —                    | Maple Street Memories              |
| 1988 | "Let's Get Started If We're Gonna Break My Heart" | 12                   | —                    | *                    | Greatest Hits                      |
| 1989 | "Moon Pretty Moon"                                | 36                   | —                    | *                    | Greatest Hits                      |
| 1989 | "More Than a Name on a Wall"                      | 6                    | —                    | 13                   | Greatest Hits                      |
| 1989 | "Don't Wait on Me" (regravação)                   | 67                   | —                    | —                    | Live and Sold Out                  |
| 1989 | "A Hurt I Can't Handle"                           | 56                   | —                    | 64                   | Live and Sold Out                  |
| 1990 | "Small Small World"                               | 54                   | —                    | 36                   | Music, Memories and You            |
| 1990 | "Nobody Else"                                     | —                    | —                    | —                    | Music, Memories and You            |
| 1991 | "Remember Me"                                     | —                    | —                    | —                    | All American Country               |
| 1991 | "You've Been Like a Mother to Me"                 | —                    | —                    | —                    | All American Country               |